# Tideswell Dale
Tideswell Dale är en dal i Storbritannien.   Den ligger i riksdelen England, i den södra delen av landet, 220 km nordväst om huvudstaden London.